# Ни рат ни мир (Одломци из трилогије)
Ни рат ни мир је други компилацијски албум српског рок бенда Галија, објављен 1991. године. Представља избор песама објављених у оквиру трилогије албума Далеко је Сунце, Корак до слободе и Историја, ти и ја.
На албуму су се нашле и песме Право славље и На Дрини ћуприја, које је требало да буду објављене 1988. године у оквиру албума Далеко је Сунце, али је тада то забранило уредништво ПГП РТБ.

## Списак песама
На албуму се налазе следеће песме:

## Чланови групе
- Ненад Милосављевић
- Предраг Милосављевић
- Жан Жак Роскам
- Бата Златковић
- Душан Караџић
- Бобан Павловић
- Зоран Радосављевић
- Предраг Милановић